# Schloss Buldern
Schloss Buldern ist ein heute als Internat und privates Gymnasium genutzter Herrensitz im Dülmener Ortsteil Buldern im Münsterland im Kreis Coesfeld in Nordrhein-Westfalen.

## Geschichte
Während sich der mittelalterliche Sitz der Familie von Buldern im Kern des Dorfes Buldern befand, entstand spätestens im 16. Jahrhundert ein neuer Sitz vor dem Dorf, das heutige Schloss Buldern.
An der Stelle des Schlosses stand ursprünglich eine Burg, die seit Anfang des 13. Jahrhunderts Sitz der Herren von Buldern war. Diese waren Ministeriale des Bistums Münster und wohl auch Burgmannen der bischöflichen Burg Dülmen. Im 14. Jahrhundert war sie in der Hand einer Seitenlinie der Droste zu Kakesbeck, dann der Herren von Lembeck. 1465 ging sie durch Heirat an die Herren von Diepenbrock, die sie bis ins 18. Jahrhundert bewohnten. Dann wurde wiederum 1765 durch Heirat die Familie von Romberg die neuen Eigentümer, denen die Burg bis heute gehört. Namhafte Besitzer waren in diesen Jahren 
- Caspar Adolf von Romberg (1721–1795),
- Gisbert von Romberg I. (1773–1859),
- Klemens von Romberg (1803–1869), bei dem von 1835 bis 1837 Robert Schumanns erste Verlobte Ernestine von Fricken zu Gast auf Schloss Buldern war, und
- Gisbert von Romberg II. (1839–1897).

In den 1950er Jahren war im Herrenhaus die Forschungsstelle für Vergleichende Verhaltensforschung des damaligen Max-Planck-Instituts für Meeresbiologie untergebracht, in der Konrad Lorenz bis 1961 verhaltensbiologische Studien vor allem an Gänsen betrieb.
Schloss Buldern wird heute als Internat und privates Gymnasium genutzt. Da die Kapazität des Schlossgebäudes nicht ausreichte, wurden im Laufe der Jahre mehrere zusätzliche Gebäude zur Unterbringung von bis zu 300 internen Schülern errichtet. Im ursprünglichen Schloss ist derzeit nur ein kleiner Teil der männlichen Schüler untergebracht, die Schülerinnen im sogenannten „Neuen Haus“ im Neubau-Campus des Schlossparks. Dort befinden sich unter anderem die Schule, ein Sportplatz und ein Schülerwohnheim.

## Beschreibung
Die Burg bestand ursprünglich aus zwei von Wassergräben umschlossenen Inseln, die Hauptburg lag nördlich der Vorburg. Beide Inseln lagen innerhalb eines mächtigen, fünfeckigen Ringwalls mit sehr breiten Außengräften. Im Westen lag jenseits eines Trennwalls der Kleuterbach, der auch die Gräften mit Wasser versorgte. Im frühen 17. Jahrhundert wurde der Trenngraben zwischen Haupt- und Vorburg beseitigt und Wirtschaftsgebäude auf dem verbreiterten Süd- und Ostwall errichtet. Davon existieren noch die Südfront der Vorburg mit dem Torhaus und den Ecktürmen sowie das Bauhaus von 1678.
Das Herrenhaus vom Anfang des 17. Jahrhunderts war ein großes, unterkellertes, zweistöckiges Gebäude mit quadratischen Ecktürmen an der Nordost- und Südwestecke. Im Norden war ein einstöckiger Anbau angefügt. Das heutige Herrenhaus ist 1838 im klassizistischen Stil errichtet worden. Es weist an der Gartenfassade einen Mittelrisalit und zwei runde Eckpavillons auf. Im Süden an das Herrenhaus anschließend liegt der stark umgebaute Torflügel aus dem 17. Jahrhundert. An diesen schließen Wirtschaftsbauten aus Backsteinen und Fachwerk an. Die Vorburg liegt als Riegel südöstlich vor dem Burgkomplex. An das stark umgebaute Torhaus aus dem 17. Jahrhundert mit zwei quadratischen Ecktürmen schließen sich ein Fachwerkbau und das massive Bauhaus an.

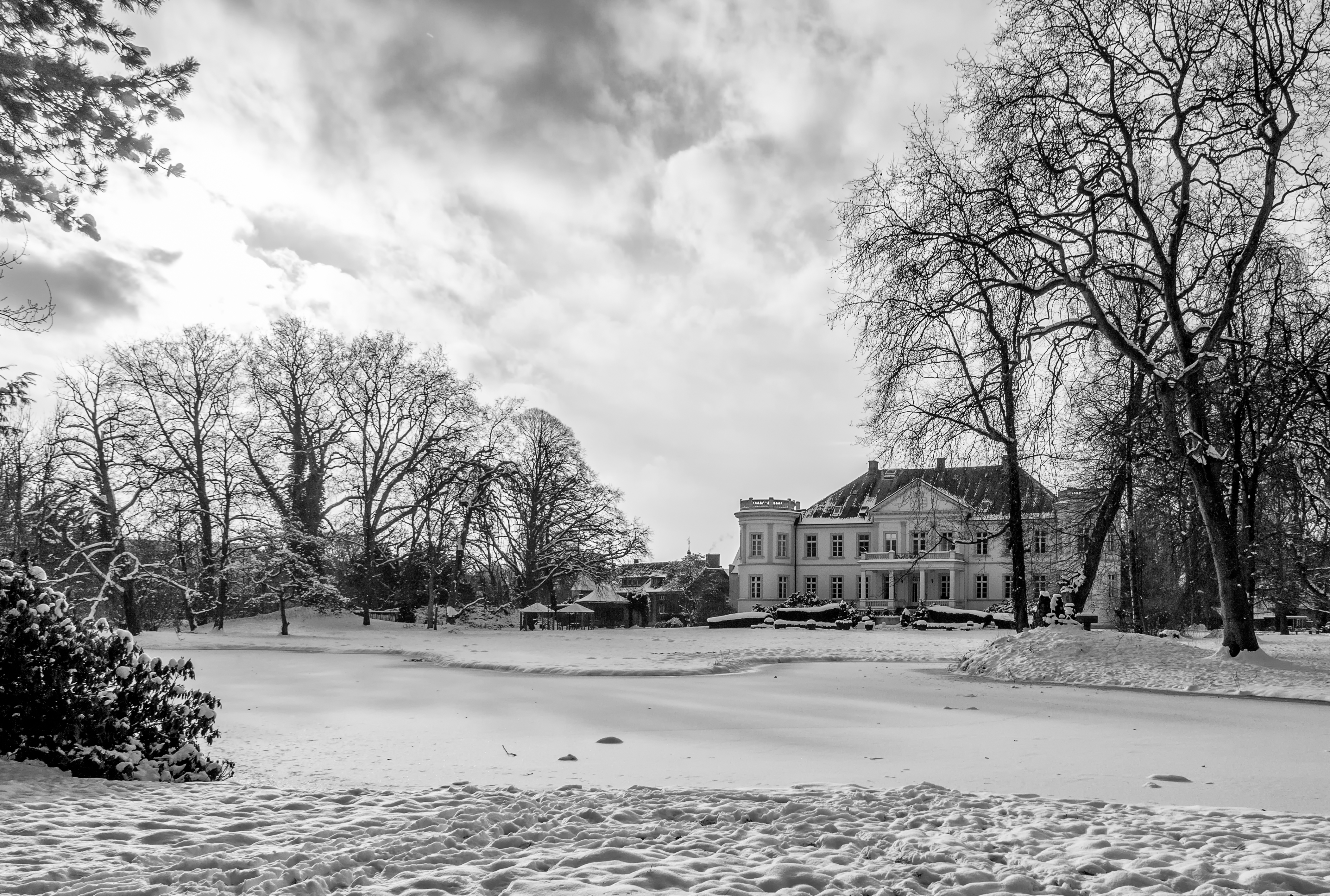
Frontansicht im Winter
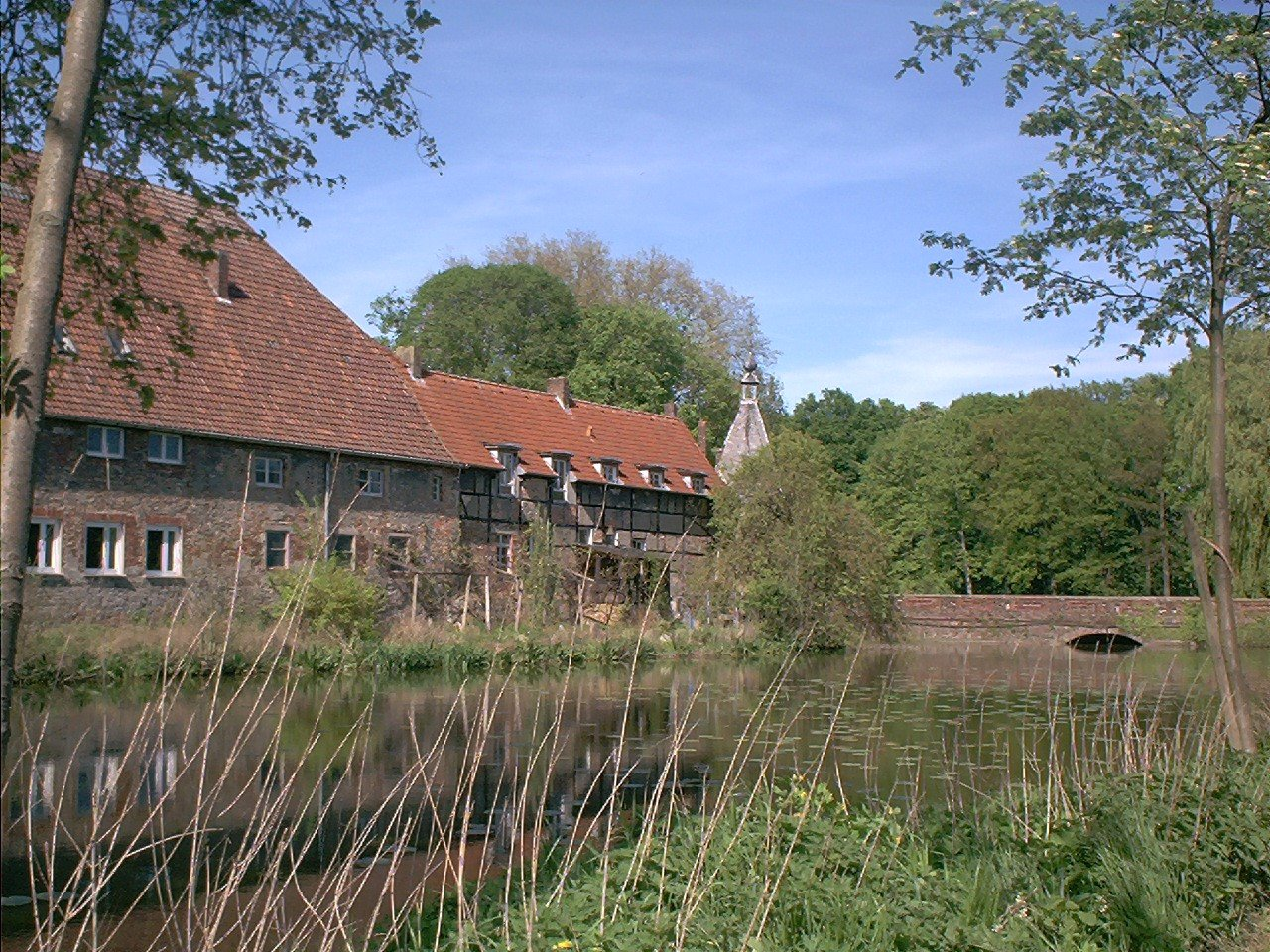
Südzugang
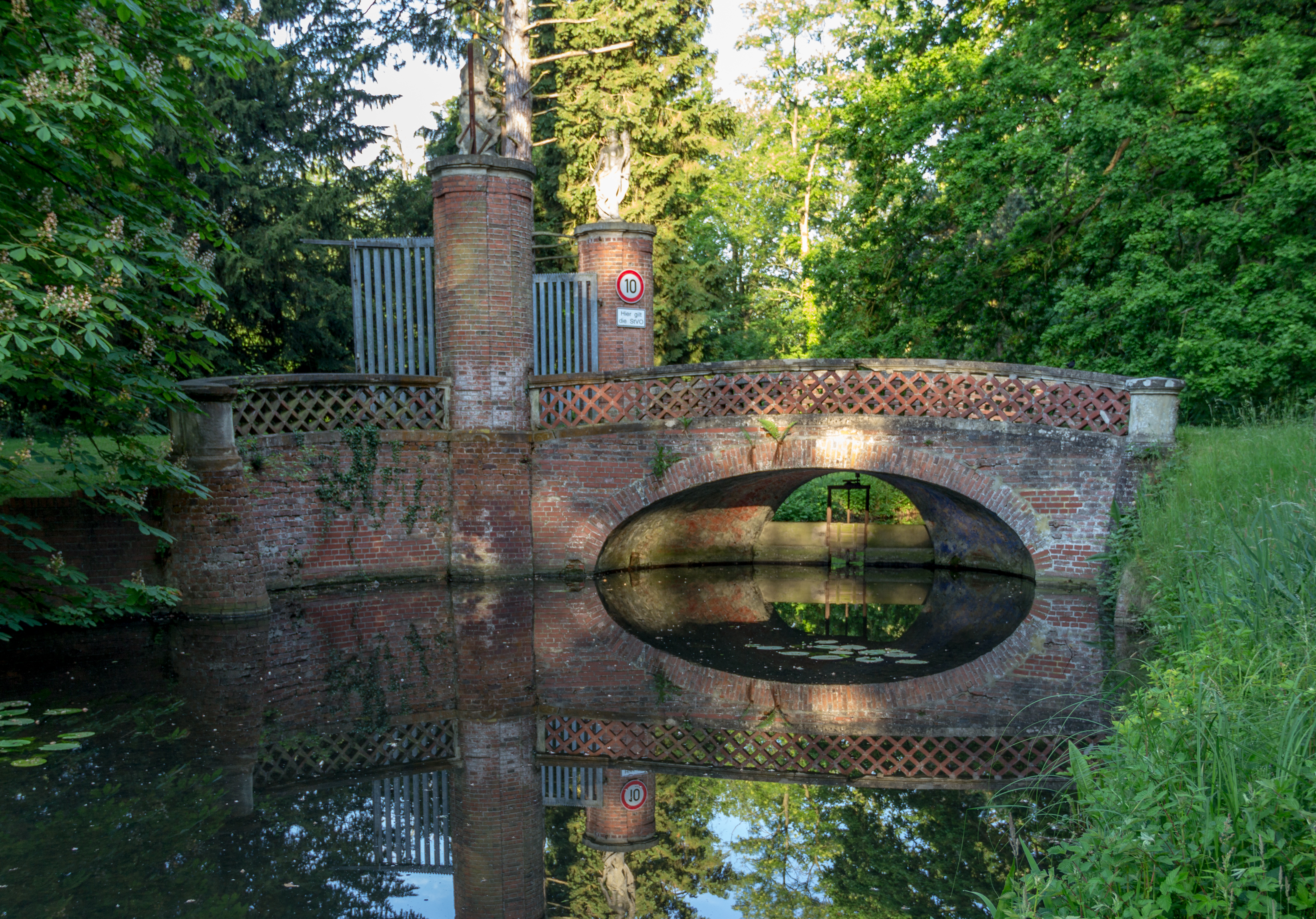
Brücke am Nordzugang (Richtung Ortskern)